# Іннерткірхен
Іннерткірхен (нім. Innertkirchen) — громада  в Швейцарії в кантоні Берн, адміністративний округ Інтерлакен-Обергаслі.

## Географія
Громада розташована на відстані близько 70 км на південний схід від Берна.
Іннерткірхен має площу 236,6 км², з яких на 0,7% дозволяється будівництво (житлове та будівництво доріг), 12% використовуються в сільськогосподарських цілях, 18,5% зайнято лісами, 68,8% не є продуктивними (річки, льодовики або гори).

## Демографія
2019 року в громаді мешкало 1069 осіб (-1,8% порівняно з 2010 роком), іноземців було 9,7%. Густота населення становила 5 осіб/км².
За віковим діапазоном населення розподілялося таким чином: 18,1% — особи молодші 20 років, 57,8% — особи у віці 20—64 років, 24,1% — особи у віці 65 років та старші. Було 487 помешкань (у середньому 2,2 особи в помешканні).
Із загальної кількості 572 працюючих 106 було зайнятих в первинному секторі, 329 — в обробній промисловості, 137 — в галузі послуг.